# Карасу (Кордайський район)
Карасу́ (каз. Қарасу) — село у складі Кордайського району Жамбильської області Казахстану. Адміністративний центр Карасуський сільського округу.
У радянські часи село називалося Чорна Річка.
Населення — 4929 осіб (2021; 3504 у 2009, 3208 у 1999, 3197 у 1989).